# Zeliščni šopek
Zeliščni šopek je šopek dišavnic, kombinacija izbranih aromatičnih zelišč in aromatične zelenjave iz klasične francoske kuhinje. Povezanega v šopek ali v vrečki iz gaze kuhamo v različnih jedeh, omakah in osnovah, ki jim dajo zelišča značilen vonj in okus.
Znanih je več kot 100 različic zeliščnega šopka. 	
- Tradicionalni zeliščni šopek.
- Nemški zeliščni šopek.
- Provansalski zeliščni šopek.
- Ribji zeliščni šopek.
- Sredozemski zeliščni šopek.